# Ломница (Опольское воеводство)
Ломни́ца (пол. Łomnica, нем. Lomnitz) — село в Польше в гмине Олесно Олесненского повета Опольского воеводства.

## География
Село находится в 10 км от административного центра гмины города Олесно и в 46 км от административного центра воеводства города Ополе.

## История
До 1936 года село называлось немецким наименованием «Ломниц». В 1936 село было переименовано в «Гнаденкирх» (Gnadenkirch).
12 ноября 1946 года село было переименовано в Ломницу.
В 1975—1998 годах село входило в Ченстоховское воеводство.

## Достопримечательности
- Церковь святой Екатерины Александрийской.

## Примечания

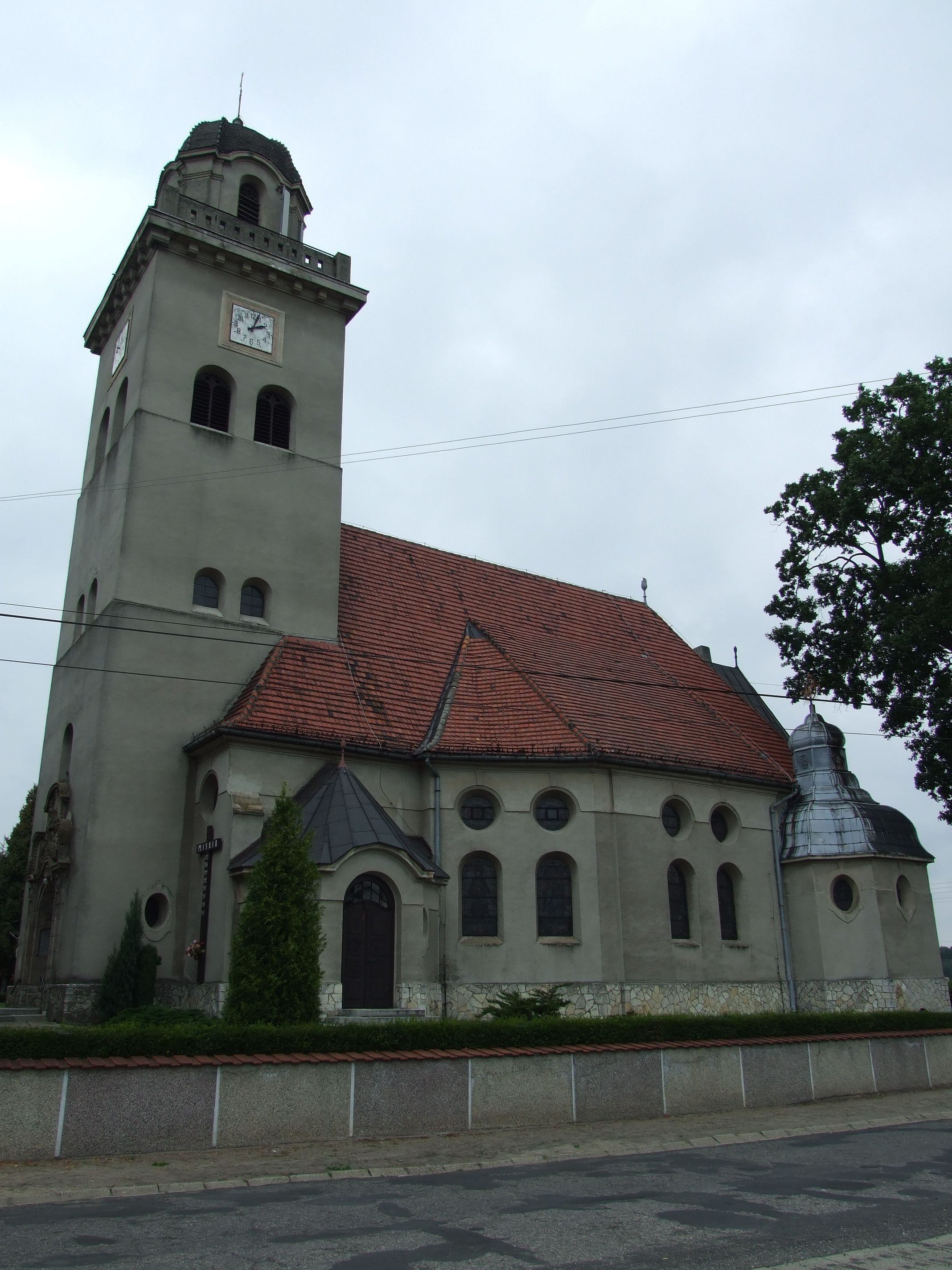
Церковь святой Екатерины Александрийской, Ломница